# 田上八郎
田上 八郎（たのうえ はちろう、1891年（明治24年）2月17日 - 1948年（昭和23年）10月6日）は、日本の陸軍軍人。最終階級は陸軍中将。

## 経歴
鹿児島県（現在の薩摩川内市上川内町）出身。士族・農業、田上亭二の二男として生まれる。川内中学校（現鹿児島県立川内高等学校）を経て、1913年（大正2年）5月、陸軍士官学校（25期）を卒業。同年12月、歩兵少尉に任官し歩兵第13連隊付となる。1926年（大正15年）12月、陸軍大学校（38期）を卒業。
1927年（昭和2年）3月、歩兵第45連隊中隊長となり、陸士教官、歩兵第17連隊大隊長、陸軍歩兵学校教官、第16師団参謀、第1師団参謀、歩兵学校教官などを務め、1937年（昭和12年）8月、陸軍大佐に進級し歩兵第34連隊長に発令され日中戦争（上海派遣軍／松井石根大将）に出征し上海戦、南京戦などに参戦した。第11師団参謀長を経て、1940年（昭和15年）3月、陸軍少将に進み第20師団司令部付となる。
その後、歩兵第40旅団長、歩兵第45旅団長を経て、1941年（昭和16年）12月、独立混成第17旅団長に発令され太平洋戦争に出征した。1942年（昭和17年）9月、陸軍公主嶺学校幹事兼教導団長に転じ、1943年（昭和18年）6月、陸軍中将に昇進。同年10月、第36師団長に親補され、ニューギニアの戦いを遂行して終戦を迎えた。その後、戦犯容疑で逮捕され、1948年（昭和23年）1月31日、公職追放仮指定を受け、同年10月にホーランジアで処刑された。

## 親族
- 長男 田上隆（陸軍大尉）[1]